# Marvin Benhaïm
Marvin Benhaïm (19 settembre 1991) è un attore francese.

## Filmografia
- Clara et associés, nell'episodio Double lutz (2004)
- Mademoiselle Joubert, negli episodi Le nouveau (2005), Chagrin caché (2006) e Dans un trou de souris (2007)
- Sulle tracce del crimine, nell'episodio In memoriam (2013)